# 12364 Asadagouryu
12364 Asadagouryu este un asteroid din centura principală de asteroizi.

## Descriere
12364 Asadagouryu este un asteroid din centura principală de asteroizi. A fost descoperit pe 15 decembrie 1993 la Ōizumi de Takao Kobayashi. Asteroidul prezintă o orbită caracterizată de o semiaxă mare de 2,17 ua, o excentricitate de 0,05 și o înclinație de 2,2° în raport cu ecliptica.